# 高跟鞋

由克里斯提·魯布托設計的高跟鞋。

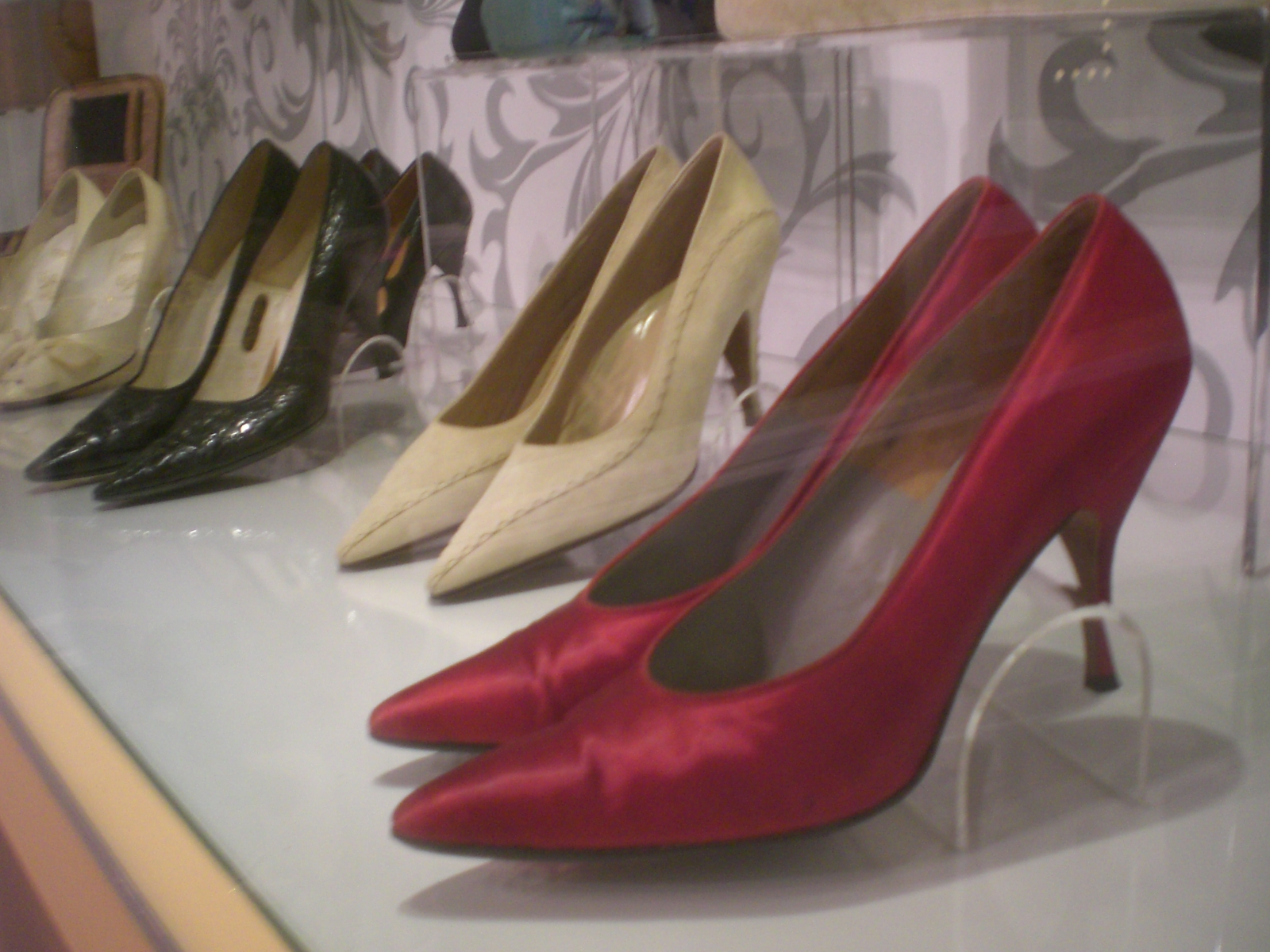
細跟的紅色高跟鞋

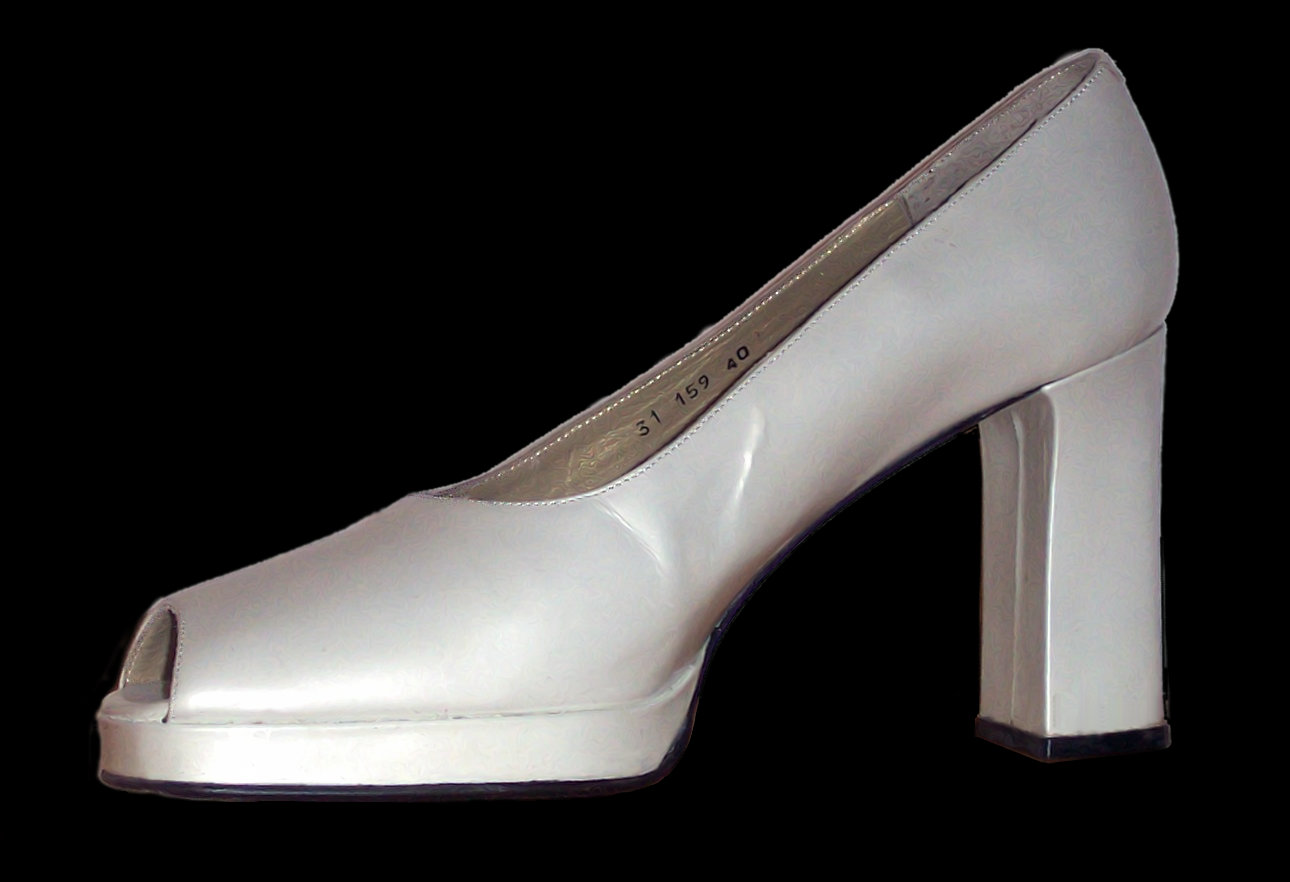
粗跟的乳白色露趾高跟鞋（魚口鞋）

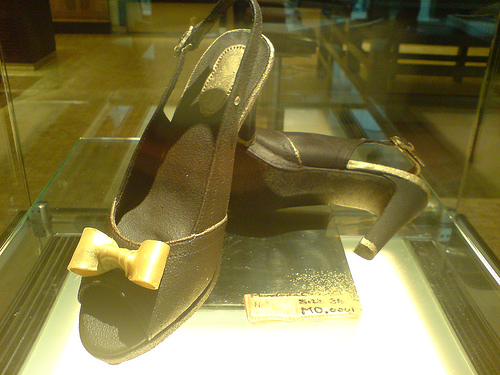
櫥窗內的高跟鞋

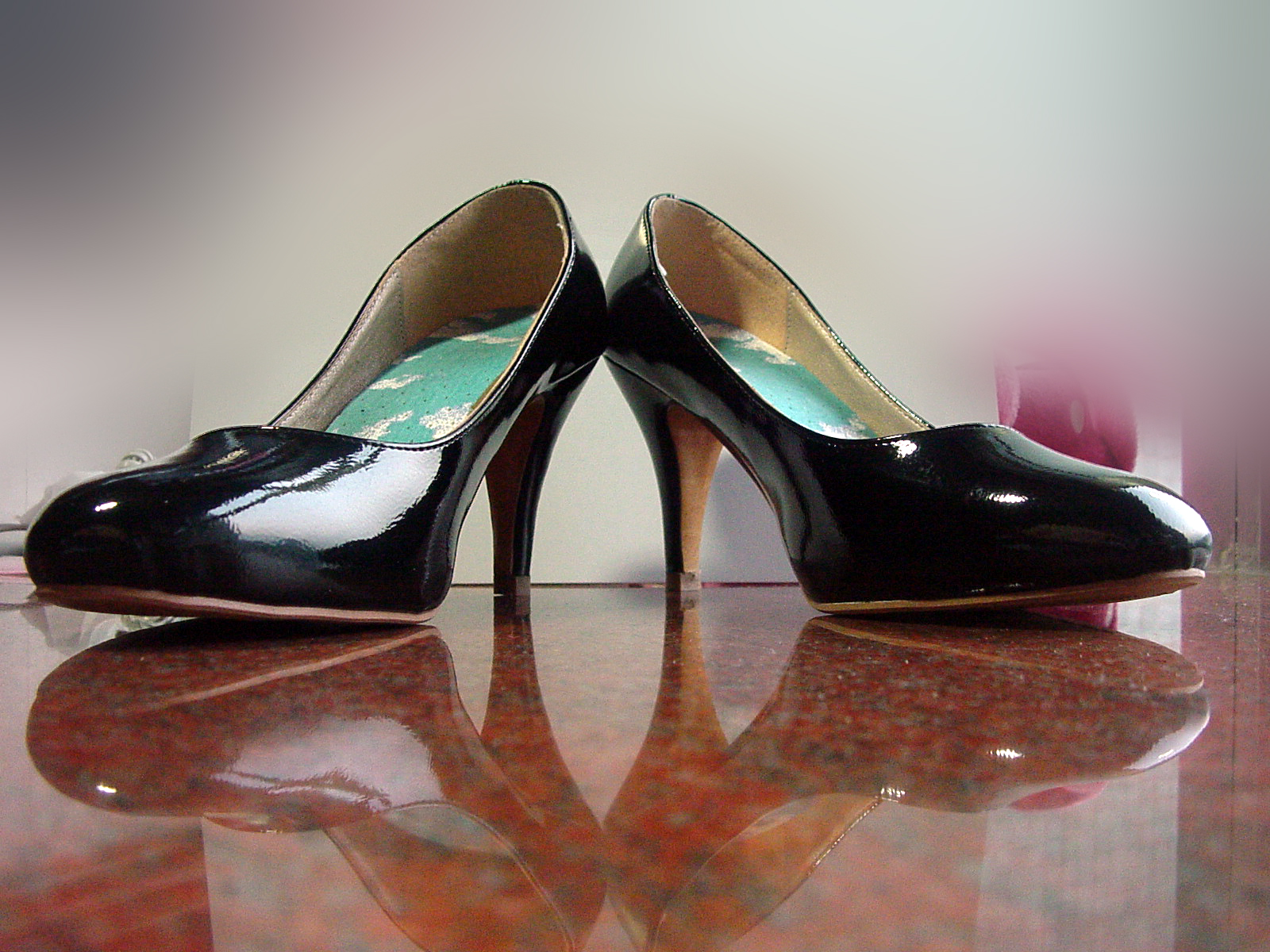
黑色漆皮圓包頭細高跟單鞋（鞋跟高8公分／3.14英吋）

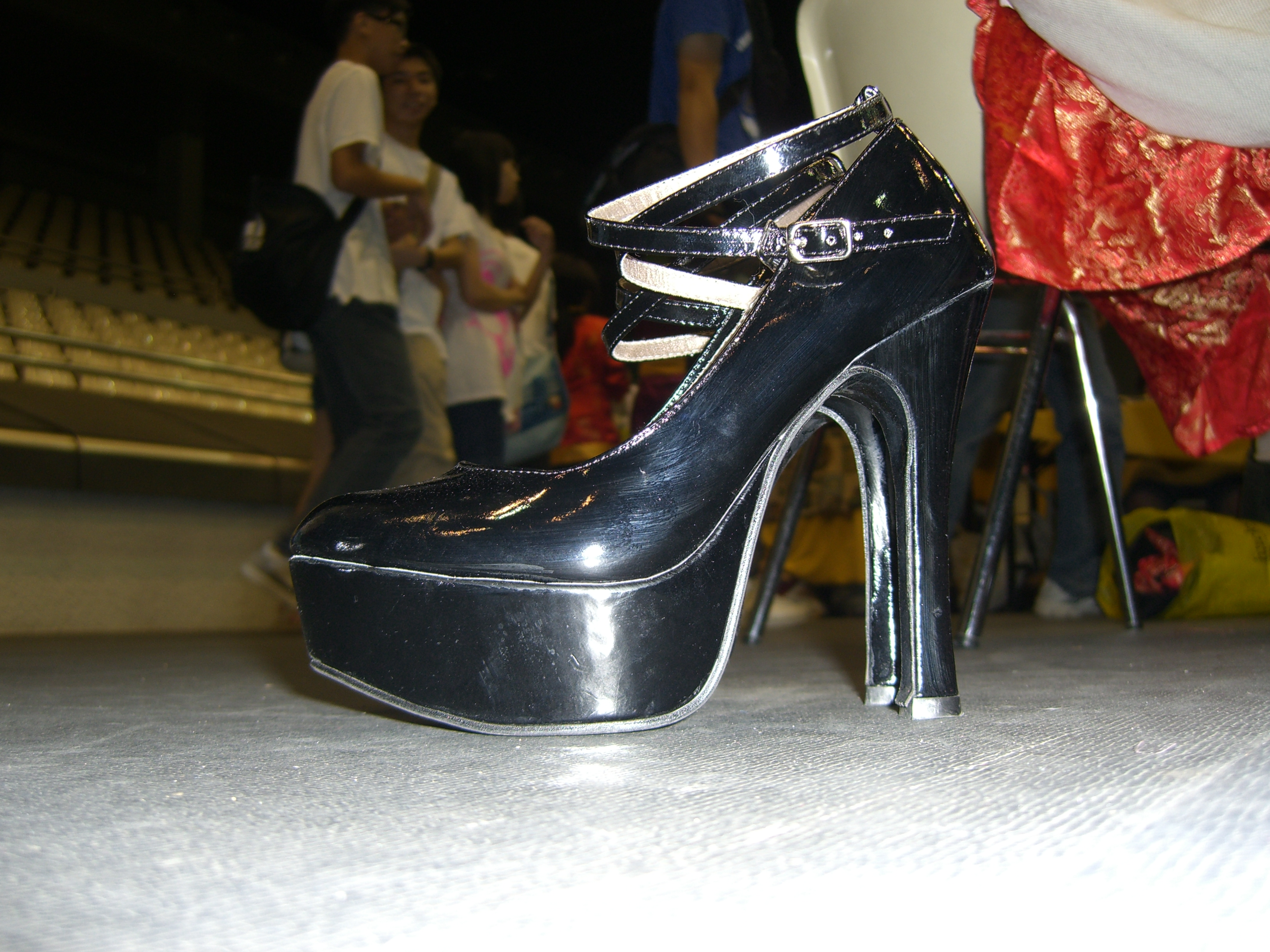
有環狀鞋帶的黑色漆皮圓包頭細高跟單鞋（鞋頭高4公分／1.57吋；鞋跟高13公分／5.12英吋）。論鞋跟高度是為「恨天高」的指標。

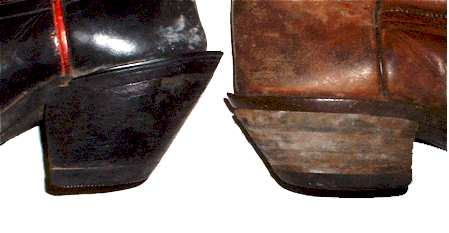
Buckaroo式的牛仔靴鞋跟

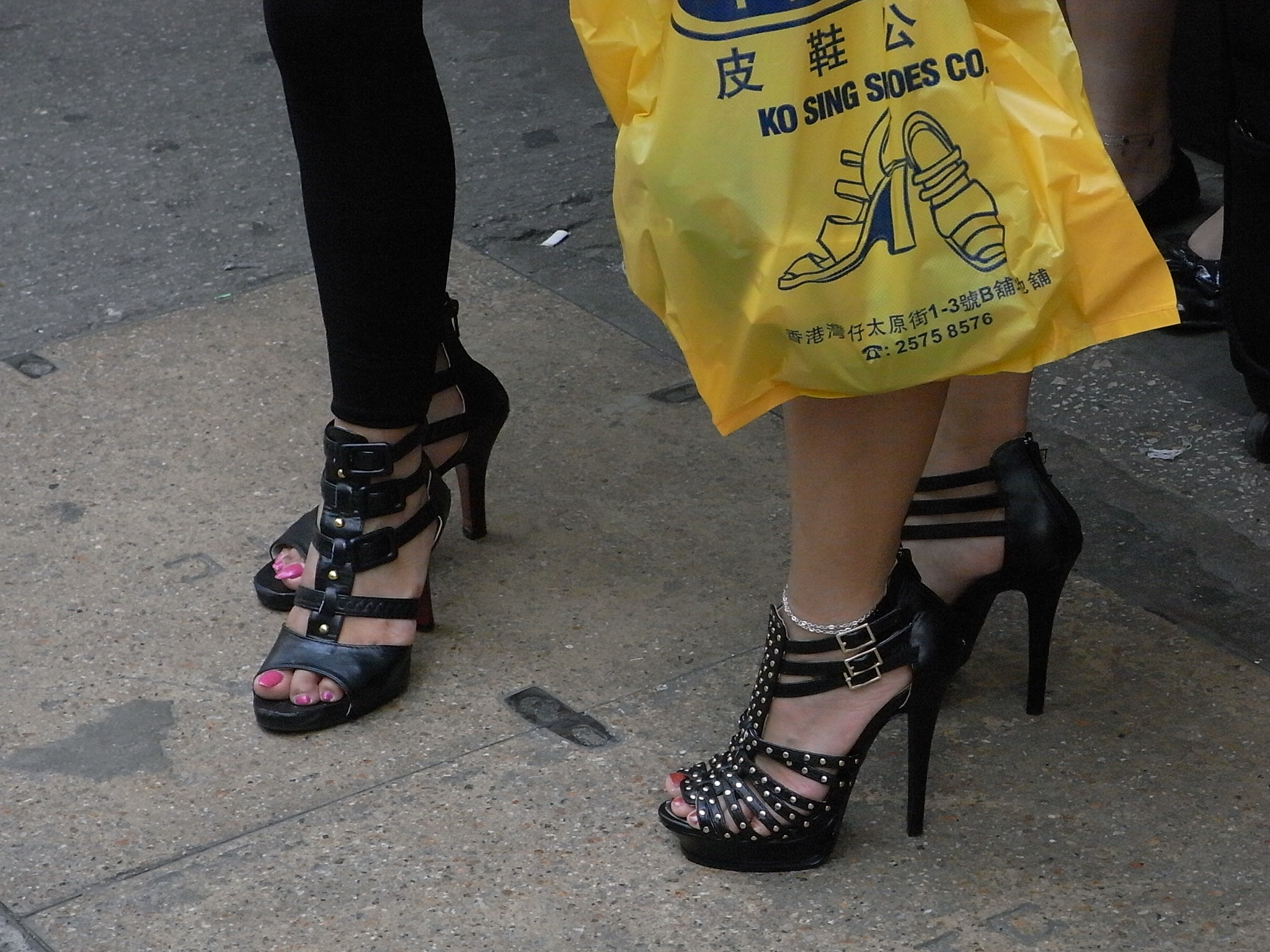
高跟鞋屬於時裝

高跟鞋（High-heeled shoe），指的是一類鞋跟特別高的鞋子，會使穿此鞋人的腳跟處明顯的高於腳趾，形成一種修長美的錯覺。高跟鞋有許多種不同的款式，尤其是在鞋跟的變化上更是多種多樣，如細跟、粗跟、楔型跟、釘型跟、槌型跟、刀型跟等。
西方的高跟鞋最初出現時是男性的穿著，最初的高跟鞋据说是骑士用于勾挂马镫方便所用的。現在則幾乎是專指女性專用之各式鞋類，用以配襯或增強女性體態的線條美。通常鞋跟要超過6.35公分／2.5英吋以上的才稱作高跟鞋，以2.54-6.35公分／1-2.5英吋的通常稱為中跟鞋，而低於2.54公分／1英吋的稱為低跟鞋或平底鞋。
高跟鞋的形狀並不適合人類的自然腳型，長期使用會對腳部造成不同程度的損傷，包括意外性跌倒、肌肉萎縮、骨骼畸形、靜脈曲張等。

## 辯義
腳跟明顯高於腳趾，為高跟鞋；另外若是腳跟與腳趾都有大幅墊高到相同或相若的高度，則稱為厚底鞋，不能之為高跟鞋。鞋跟也以多種不同的形狀呈現，包含了細高跟、粗跟、錐形跟、冰刀跟以及楔型底。

## 歷史

### 中國

#### 漢朝至明朝
中國最早關於高跟鞋的文字記錄是漢朝。東漢劉熙著《釋名·釋衣服》記載當時有一種叫晚下的坡跟式高跟鞋。
現時中國最早的實體高跟鞋是明朝。實物於墓葬中的“定陵”出土，是明神宗孝端顯皇后之物，鞋底后部装有4厘米至5厘米高的长圆底跟。此外亦有供纏足女性穿著的高跟弓鞋。花盆鞋，也称“高底鞋”、“马蹄底”鞋，是满族特有的一种绣花鞋，因其底似花盆而得名。其鞋底以木制成，一般用白布包裹，然后镶在鞋底中间脚心的部位。木底高跟一般高5－10厘米左右，有的可达14－16厘米，最高的可达25厘米左右。

#### 清朝
清朝是中國古代高跟鞋，或者厚底鞋發展的全盛階段。多为十三四岁以上的贵族中青年女子、女性穿着。跟底的形状通常有两种，一种上敞下敛，呈倒梯形花盆状。另一种是上细下宽、前平后圆，其外形及落地印痕皆似马蹄。“花盆底”和“马蹄底”因此而得名，又统称“高底鞋”。除鞋帮上饰以蝉蝶等 刺绣纹样或装饰片外，木跟不着地的部分也常用刺绣或串珠加以装饰。有的鞋尖处还饰有丝线编成的穗子，长可及地。一般为7cm，最高的可达13cm，鞋帮饰花草是鸟等刺绣，清代特别盛行这种鞋。由于是高跟木底极为坚固，常常是鞋面破了，而鞋底仍完好无损，还可再用。高底旗鞋多为十三四岁以上的贵族中青年女子穿着。明清两代，裹脚之风尤为盛行，汉族女子们以穿弓鞋为多，而满族妇女则不缠足。
滿清統治中原后，受汉族文化影响，裹脚之风有增无减。尽管满族的女性从不裹脚，但根据普遍的审美标准，大脚绝对不是漂亮的。为了解决这一问题，满族女性便发明了一种高底鞋，将脚藏在裙摆里，不会轻易显现出来。
此外，满族女性穿得高底鞋的起源还有另外的说法。一种说法认为，据说，满族自古就有“削木为履”的习俗，过去满族妇女经常上山采集野果、蘑菇等，为防虫蛇叮咬，便在鞋底绑缚木块，后来制做的日益精巧，发展成了高底鞋。另外还有一种传说，说是满族的先民为了渡过一片泥塘，夺回被敌人占领的城池，便学着白鹤的样子，在鞋上绑上了高高的树杈子，终于取得了胜利，达到了报仇雪恨、发展壮大的目的。人们为了不忘那些苦难的日子，纪念高脚木鞋的功劳，妇女们便穿上了这种鞋，并世代相传，越做越精致美观，从而成为了一款非常具有民族特色的服饰。
可见，满族妇女在衣着旗装时，通常会搭配旗式坤鞋。这里所说的旗式坤鞋可分数种，常御多平底，一种高寸许，前后微缺，名为“寸底鞋”。还有一种鞋底中间高出数寸，中微细，下端作方形，名为“高底鞋”，俗称“马蹄底”或“花盆底”。这种木底的丝鞋由于木跟不着地的地方，常用刺绣或穿珠加以装饰，因鞋底平面呈马蹄形，所以得名“马蹄底”；另外一种鞋的底面呈花盆形状，故而称为“花盆底鞋”；鞋底中间即其木底高跟一般高5－10厘米左右，有的可达14－16厘米，最高的可达25厘米左右。老年妇女和劳动妇女所穿旗鞋以平木为底，称为平底绣花鞋，亦称“网云子鞋”。满族的女鞋，表面都有绣花，而袜子多为布质，袜底也纳有花纹，其前端着地处稍削，以便行走。

### 歐洲
歐洲高跟鞋的原型可追溯至西元前3500年的古埃及，埃及貴族男女皆穿高跟的鞋子以和赤足的平民區別。古希臘及羅馬時代，高跟涼鞋稱為“kothorni” 或 “buskins”，指的是有木質高跟的涼鞋。當時戲劇主角會穿高跟涼鞋用來與其他配角區別。此外古羅馬時代娼妓也穿高跟涼鞋以便讓尋芳客辨識。
腳後跟提高有效的解決了騎馬時，騎士的腳在馬鐙裡不斷向前滑動的問題。大約在1500年出現了約有2.54-3.81公分／1-1.5英吋高的「騎士靴跟」。靴子前沿的部份向前傾斜以利於緊緊扣住馬鐙，而後緣的部份向前傾斜，以防止在後退時被矮樹叢或石頭碰撞纖長的腳跟，就像是步兵參與了步行戰鬥。這些特色在現今的馬靴，特別是牛仔靴表現得相當明顯。
在一開始的三十年間，款式簡單的騎士靴跟漸漸演變成了造型豐富的高跟鞋。男人穿用有高度的鞋跟從法國逐漸蔓延開來，並且變得愈來愈高、愈來愈細，這樣的形況一直持續到騎馬時不再需要穿高跟鞋，反而淪為了「宮廷專屬」的鞋款。1600年代晚期，男人穿用的鞋跟大致上介於7.62-10.16公分／3-4英吋的高度之間。1533年，奧爾良公爵嬌小的妻子，凱薩琳·美第奇委託一位鞋匠為她製作一雙不但能具有時尚感，還能使她身形高挑的高跟鞋。這雙鞋是改造自軟木高底鞋〈腳跟與腳趾皆由墊高的木製鞋底一併撐起，其撐高的效果就像穿用了現代的鬆糕鞋一樣〉，但和軟木高底鞋不同的是它後跟的高度高於腳趾，即腳趾部份呈「平坦」狀，使其低於腳後跟，這使得腳背呈現出優美的彎曲弧形。
很快地，高跟鞋就在法國宮廷裡那些趕時髦的男女間流行了起來，而這股風潮也蔓延到了其他國家的一些王公貴族身上。英文中「好跟」（well-heeled）這個詞演變成了富有的同義詞。不論是男是女，大家都穿著高跟鞋，在十七、十八世紀，高跟鞋儼然成為了貴族時裝的代表作。1700年代晚期，法國大革命一觸即發，由於穿用高跟鞋明顯的界定了財富與階級，因此，在法國穿用高跟鞋的習慣逐漸式微。幾乎整個1800年代，男性與女性都慣穿平底鞋和涼鞋，然而，高跟鞋在1800年代晚期以女人專屬之姿，再度登上流行的舞台。

### 男性高跟鞋
雖然高跟鞋是在1500年時起源於男性鞋款，但自1700年代晚期開始，除了牛仔靴和古巴鞋這兩種鞋款以外，男性鞋款大都走低跟路線。牛仔靴仍舊保有較高的靴跟，而在1970年代男人穿用高跟鞋的風氣也有一波短暫復甦〈在週末夜狂熱這部電影中，由約翰屈伏塔所飾演的角色，在開幕的連續鏡頭中穿了一雙古巴鞋精采亮相〉。為了滿足男性消費者的需求，現在有些製鞋廠商會銷售特大尺寸的高跟鞋。此外，2006年秋季，海地斯里曼尼為迪奧 歐姆設計了一系列8.89公分／3.5英吋高的男性高跟鞋款。现在逐渐开始也有男士穿着設別設計的紳士高跟鞋（通常为高于12cm的鞋跟高度），人们视这为一种流行时尚的品味。

### 現代

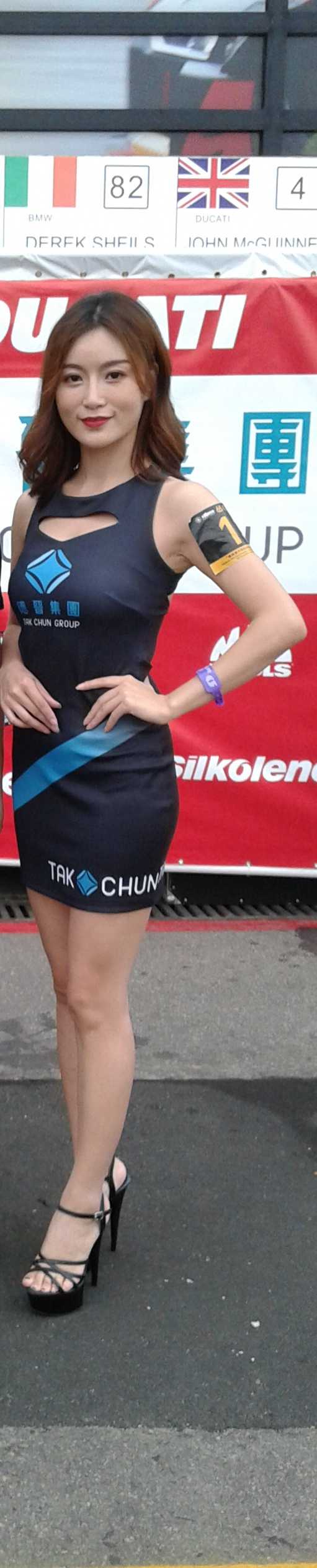
穿高跟鞋的模特兒

高跟鞋在過去的六十年間經歷了數次的興起與衰落，其中最受注目的是由低跟鞋以及平底鞋所稱霸的90年代晚期。 60年代晚期以及70年代早期，低跟鞋廣受歡迎，然而到了80年代晚期以及90年代初期，高跟鞋又再度風靡。流行的鞋跟樣式也從粗跟〈70年代〉轉變到錐形跟〈90年代〉以及細高跟〈50年代、80年代和2000年之後〉。
現今有各種各樣不同高度的高跟鞋，從3.81公分／1.5英吋高的古巴跟到10.16公分／4英吋或者更高的細高跟〈spike heel同為細高跟之意，為美式用法〉都有，而且通常都由女性穿用。至於穿用那些高於5吋的超高高跟鞋，通常只是為了美感而並非實穿。樣式保守的船形高跟鞋時常會出現在工作以及正式的場合上，而款式大膽前衛的通常在晚宴及舞會上受到歡迎。然而，許多足科醫生幫患有嚴重足部傷害的病人看診，患者嚴重的腳傷幾乎都是穿高跟鞋穿出來的，因此近來高跟鞋在醫學界廣受爭議。
船形高跟鞋的標準鞋款稱為pump。由於細高跟鞋的鞋跟樣式與尖葉短劍相仿，因而取名為短劍跟〈英文的stiletto中文翻譯為短劍，stiletto heel中文翻譯為細高跟鞋〉，其鞋底基座較為狹窄而鞋跟較高。

## 健康

### 后遗症
1. 拇外翻。也就是大家常说的“大拐脚”。拇指向外的生理倾角超过13°则可诊断为拇外翻，如果外倾角超过13°，则有明显的疼痛出现，严重者甚至顶起第二趾，如同“鸡爪”。
2. 小趾内翻。小趾内翻是指足部第五趾向拇指方向弯曲，当超过一定限度时，主人就会感到“钻心的疼痛”。
3. 鸡眼、胼胝。鸡眼是由于足部皮肤受挤压，表皮抵抗力下降，病原体侵入皮下，不断增生繁殖而形成，好发于趾间等部位。胼胝也称为“老茧”，是由于皮肤反复受挤压和摩擦，表皮组织增生而形成
4. 嵌甲和甲沟炎。嵌甲也称为“倒刺”、“甲内生”等，是脚趾甲向肉里面长，大多数人出现在足第一趾上。如果趾甲的残角刺入肉里，红肿疼痛，即会引起“甲沟炎”。这两种疾病都与高跟鞋的流行有密切关系。
5. 跖骨头塌陷。当后跟抬高时，前脚掌就要负担全身的重量，久之，这个部位的皮肤就会增厚，形成一块难以消失的“硬节”，从而出现“一走路就痛”的现象。
6. 腰膝疼痛。当足跟升高后，人体的中轴线也会前移，腰部和膝部的受力也相应发生变化，穿着时间一长，腰部和膝部就会出现难以名状的苦楚。

### 危險性
穿高跟鞋開車，會增加誤踩油門及油門被高跟鞋跟卡死的機率，因此有許多法令會處罰穿高跟鞋開車。拖鞋及增高鞋也是有類似的危險性。

## 穿戴理由
愛穿高跟鞋的理由包含：
- 穿上高跟鞋可延伸小腿到腳掌的曲線，以突顯出小腿的線條。
- 穿上高跟鞋使人挺直腰桿、改變步行姿態。
- 穿上高跟鞋使穿鞋者顯得身材高挑。
- 穿上高跟鞋使穿鞋者的腿在視覺上更顯修長。

謝絕高跟鞋的理由包含：
- 穿高跟鞋使某些穿鞋者腳部疼痛或受傷。
- 穿高跟鞋使穿鞋者無法大步行走。
- 穿高跟鞋使穿鞋者無法奔跑。
- 穿高跟鞋會使腳趾的運動功能衰退，影響足部筋骨的健康。
- 穿高跟鞋有可能會腳臭，因為在過度擠壓且密封的環境下，腳汗、脫落的皮屑和細菌的作用會更強化，造成腳臭味比穿運動鞋還嚴重。

高跟鞋的鞋跟較脆弱，容易從黏著的地方斷裂。

## 款色、配件
低於2.54公分／1英吋的鞋跟稱之為「低跟鞋」，而2.54-6.35公分／1到2.5英吋的高度則屬於「中跟鞋」，至於任何超過6.35公分／2.5英吋高的鞋跟就是所謂的「高跟鞋」。而鞋跟高度介乎12.7公分／5英吋至17.8公分／7英吋之間的，則另稱「恨天高」。
某些地面的材質會被高跟鞋的細高跟所損壞。鞋跟護墊〈英文中covers, guards, 和 taps皆有鞋跟護墊之意〉，可以罩住細高跟的尖端以避免與易損壞的地面有直接毀損的接觸，如此一來即可防止像是亞麻油地毯〈凹印表面〉或 聚氨酯清漆木質地板的損傷。由於國際標準舞通常在木地板上舉行，因此鞋跟護墊廣泛的應用於交際舞上。